# Episodi di Le avventure di Rex Rider (terza stagione)
La terza stagione della serie televisiva Le avventure di Rex Rider è stata trasmessa in anteprima negli Stati Uniti d'America dalla CBS tra il 1952 e il 1º settembre 1953.
| nº | Titolo originale                | Titolo italiano | Prima TV USA      | Prima TV Italia |
| -- | ------------------------------- | --------------- | ----------------- | --------------- |
| 1  | Greed Rides the Range           |                 | 1952              |                 |
| 2  | Gold Hill                       |                 | 1952              |                 |
| 3  | Outlaw's Double                 |                 | 1952              |                 |
| 4  | Feud at Friendship City         |                 | 1952              |                 |
| 5  | The Secret of Superstition Peak |                 | 1952              |                 |
| 6  | Ambush in Coyote Canyon         |                 | 1952              |                 |
| 7  | Indian War Party                |                 | 1953              |                 |
| 8  | Bad Men of Rimrock              |                 | 1953              |                 |
| 9  | Saga of Silver Town             |                 | 1953              |                 |
| 10 | Cherokee Round-Up               |                 | 1953              |                 |
| 11 | Treasure of Santa Dolores       |                 | 1953              |                 |
| 12 | The Holy Terror                 |                 | 1953              |                 |
| 13 | Border City Affair              |                 | 1953              |                 |
| 14 | The Black Terror                |                 | 1953              |                 |
| 15 | Marshal from Madero             |                 | 1953              |                 |
| 16 | Bullets and Badmen              |                 | 1953              |                 |
| 17 | West of Cheyenne                |                 | 1953              |                 |
| 18 | Western Edition                 |                 | 1953              |                 |
| 19 | Convict at Large                |                 | 1953              |                 |
| 20 | Hideout                         |                 | 1953              |                 |
| 21 | The Buckskin                    |                 | 1953              |                 |
| 22 | The Chase                       |                 | 1953              |                 |
| 23 | Old Timer's Trail               |                 | 1953              |                 |
| 24 | Two-Fisted Justice              |                 | 1953              |                 |
| 25 | Outlaw Territory                |                 | 1953              |                 |
| 26 | Outlaw Pistols                  |                 | 1º settembre 1953 |                 |